# Roy Wegerle
Roy Wegerle (Pretoria, 1964. március 19. – ) amerikai válogatott labdarúgó.

## Pályafutása

### Klubcsapatban
Pretoriában született a Dél-afrikai Köztársaságban. Futballozni a Waterkloof Primary School csapatában kezdett, majd csatlakozott az Arcadia Shepherds együtteséhez.
1982-ben az Egyesült Államokba költözött és a Dél-floridai egyetemen folytatta pályafutását, ahol 1982-ben és 1983-ban játszott az egyetem csapatában. 1984-ben a NASL-ben szereplő Tampa Bay Rowdies draftolta, mellyel kezdetét vette a profi pályafutása. Első szezonjában 21 mérkőzésen 9 alkalommal volt eredményes. 1984 és 1986 között teremben játszott a Tacoma Stars csapatában.
1986-ban Angliába szerződött a Chelsea-hez, ahol sok játéklehetőséget nem kapott és 1988-ban kölcsönadták a szezon hátralévő részére a Swindon Townnak. 1988 és 1990 között a Luton Town, 1990–92-ben a Queens Park Rangers csapatában szerepelt. 1992 és 1995 között a Coventry City játékosa volt.
1996-ban hazatért az újonnan megalakuló MLS-be. 1996 és 1997 között a Colorado Rapids, 1997 és 1998 között a D.C. United csapatában játszott. 1998-ban fejezte be a pályafutását a Tampa Bay Mutiny játékosaként.

### A válogatottban
1992 és 1998 között 41 alkalommal szerepelt az Egyesült Államok válogatottjában és 7 gólt szerzett. 1991-ben felesége révén megkapta az amerikai állampolgárságot. Első mérkőzésére 1992. május 30-án került sor egy Írország elleni barátságos mérkőzés alkalmával. Az 1994-es hazai rendezésű világbajnokságon meghatározó játékosa volt a válogatottnak.
Az 1998-as világbajnokságon a Németország ellen csereként, Irán ellen pedig kezdőként lépett pályára.
Ezen kívül tagja volt az 1992-es Fahd-király kupán résztvevő válogatott keretének is. Az 1993-as és az 1998-as CONCACAF-aranykupán ezüstérmet szerzett a válogatottal.

## Sikerei
Egyesült Államok
- CONCACAF-aranykupa döntős (2): 1993, 1998